# 배털

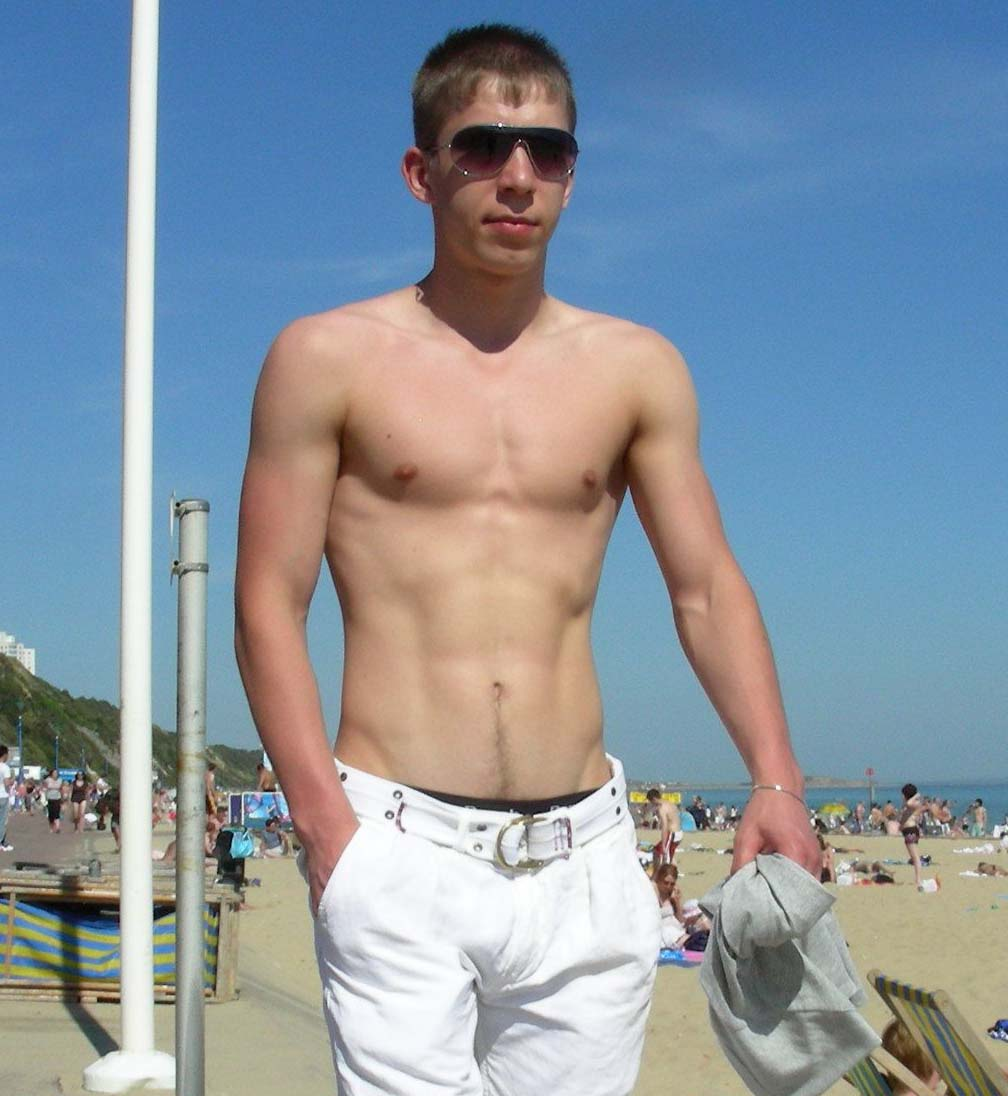
배털이 있는 남자

배털은 음부와 흉부 사이인 복부에서 자라는 모발이다. 배털은 거의 모든 포유 동물에서 동일한 패턴을 따르고, 음모 영역에서 수직으로 그리고 흉부에서 배꼽 아래로 향한다. 나는 개수나 형태는 사람마다 다른데, 머리카락을 제외한 다른 체모가 많은 경우 배털도 풍성한 편이다.
한국어로는 배레나룻이라고도 하는데, 국어사전에도 올라와 있지 않은 단어로, 유래는 불명확하다.
남성의 다수에게 관찰되며, 여성 중에도 보인다. 제모를 하는 사람은 이 털도 제거하는 경우가 많으나 수염처럼 기르면서 관리하기도 한다.

## 같이 보기
- 흉모
- 털
- 음모 (생리학)
- 배꼽